# Kensington Books
Kensington Publishing Corp é uma editora sediada em Nova Iorque, fundada em 1974 por Walter Zacharius e conhecido como "America’s Independent Publisher." Ela é uma empresa multi-geracional.